# Wapen van Haaften

Haaften

Het wapen van Haaften toont het wapen van de voormalige gemeente Haaften. Het wapen werd bevestigd volgens het Koninklijk Besluit van 7 oktober 1818. De omschrijving luidt:
"Van rood, waarop 3 blaauwe palen beladen met zilveren lampen, het hoofd van goud, waarop een zwarte lambel met 3 stukken.."

## Geschiedenis
Het gaat om het familiewapen van De Cocq van Haaften, zij voerden het stamwapen van De Cock met in het schildhoofd een zwarte barensteel. Waarmee de gemeente bevestigd werd, nadat zij op 1 januari 1818 was ontstaan (als ambachtsheerlijkheid) uit Herwijnen. Het schild gedekt met een gravenkroon. Op 1 januari 1978 werd de gemeente opgeheven en ging op in de gemeente Neerijnen. De palen van vair van de adellijke familie De Cock werden opgenomen in het wapen van Neerijnen.

## Verwante wapens

wapen van Est en Opijnen
wapen van Nederhemert
wapen van Ophemert
wapen van Waardenburg
wapen van Neerijnen

Aalst · 
Ammerzoden · 
Angerlo · 
Appeltern · 
Batenburg · 
Beesd · 
Beltrum · 
Bemmel · 
Bergharen · 
Bergh · 
Beusichem · 
Borculo · 
Brakel · 
Buurmalsen · 
Deil · 
Didam · 
Dinxperlo · 
Dodewaard ·
Doornspijk ·
Dreumel ·
Driel ·
Echteld ·
Eibergen ·
Elst ·
Est en Opijnen ·
Everdingen ·
Ewijk ·
Gameren ·
Geesteren · 
Geldermalsen · 
Gendringen · 
Gendt ·
Groenlo ·
Groesbeek ·  
Haaften ·
Hedel ·
's-Heerenberg ·
Heerewaarden ·
Hemmen ·
Hengelo ·
Herwen en Aerdt ·
Herwijnen ·
Heteren ·
Heukelum ·
Hoevelaken ·
Horssen ·
Huissen ·
Hummelo en Keppel ·
Hurwenen  ·
Kerkwijk ·
Keppel ·
Kesteren ·
Laren · 
Lichtenvoorde ·
Lienden ·
Lingewaal · 
Maurik ·
Millingen aan de Rijn ·
Nederhemert ·
Neede ·
Neerijnen ·
Netterden ·
Niftrik ·
Nijbroek ·
Ophemert ·
Overasselt ·
Pannerden ·
Poederoijen · 
Renkum ·
Rijnwaarden ·
Rossum ·
Ruurlo ·
Steenderen ·
Terborg ·
Twello ·
Ubbergen ·
Valburg ·
Varik ·
Vorden ·
Vuren ·
Waardenburg ·
Wadenoijen ·
Wamel ·
Wehl ·   
Warnsveld ·
Wisch ·
Zeddam ·
Zelhem ·
Zoelen ·
Zuilichem 

Dorps-, heerlijkheids- en stadswapens: 

Acquoy 
· Baak 
· Barlham 
· Bredevoort 
· Doreweerd 
· Elden
· Enspijk 
· Gellicum 
· Groessen 
· Hakfort 
· Hellouw 
· IJzendoorn 
· Kell  
· Lede en Oudewaard 
· Lichtenberg 
· Loil 
· Maasbommel 
· Meijnerswijk 
· Meteren 
· Middagten 
· Rhenoy 
. Rumpt
· Tricht 
· Verwolde 
· Wildenborch